# 2491 Tvashtri
2491 Tvashtri (1977 CB) là một tiểu hành tinh vành đai chính bên trong được phát hiện ngày 15 tháng 2 năm 1977 bởi W. Sebok ở Palomar.